# Echium decaisnei
Echium decaisnei Webb, conocido como tajinaste blanco, es una especie de planta arbustiva perteneciente a la familia Boraginaceae originaria de la Macaronesia.

## Descripción

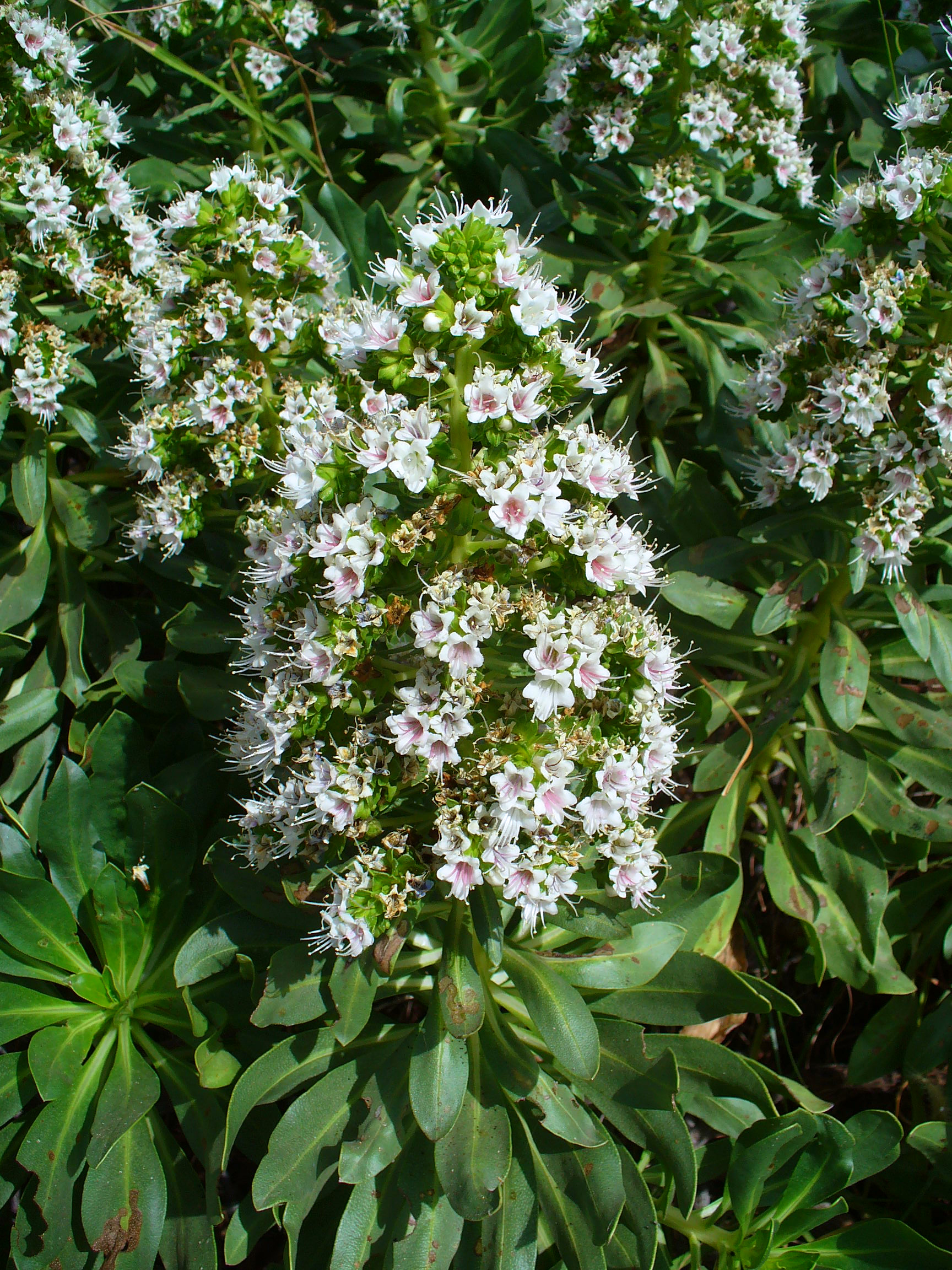
Detalle de E. decaisnei subsp. purpuriense.

Son arbustos ramificados y con varias inflorescencias, que tienen forma cónica. La corola no está comprimida lateralmente y es de color blanco con listas azuladas. Las plantas de Lanzarote y Fuerteventura se diferencian por sus hojas, que son casi subglabras.

## Distribución y hábitat
Echium decaisnei es un endemismo de las islas de Gran Canaria, Lanzarote y Fuerteventura ―Canarias, España―, estando representado por la subespecie decaisnei en Gran Canaria, y por la subespecie purpuriense Bramwell en el resto. Sin embargo, el propio David Bramwell otorga rango específico a las plantas de Lanzarote y Fuerteventura, asignándoles el nombre de Echium famarae Lems et Holz.

## Taxonomía
Echium decaisnei fue descrita por Philip Barker Webb y publicada en Histoire Naturelle des Îles Canaries en 1844.
Etimología
- Echium: nombre genérico que deriva del griego echion, derivado de echis que significa víbora, por la forma triangular de las semillas que recuerda vagamente a la cabeza de una víbora.[5]

- decaisnei: epíteto dedicada al botánico Joseph Decaisne.[6]

- purpuriense: epíteto que significa «de las Purpurarias», sobrenombre dado a las Canarias orientales.[6]

Sinonimia
La subespecie purpuriense presenta como sinónimo Echium famarae.

## Importancia económica y cultural
Echium decaisnei posee interés apícola en la isla de Gran Canaria, siendo además utilizada como ornamental en parques y jardines.

## Estado de conservación
Ambas subespecies se encuentran protegidas por la Orden de 20 de febrero de 1991 sobre protección de especies de la flora vascular silvestre de la Comunidad Autónoma de Canarias, incluyéndose en su Anexo II.

## Nombres comunes
Se conoce en las zonas donde crece como tajinaste blanco, por el color de sus flores, o simplemente como tajinaste.
En la literatura especializada también se llama a la subespecie purpuriense como tajinaste blanco oriental, por crecer en las islas más orientales del archipiélago canario.